# Torneo de Los Ángeles 2009
El Torneo de Los Ángeles es un evento de tenis que se disputa en Los Ángeles, Estados Unidos,  se juega entre el 27 de julio y el 2 de agosto de 2010.

## Campeones
- Individuales masculinos:  Sam Querrey derrota a   Carsten Ball, 6–4, 3–6, 6–1.

- Dobles masculinos:  Bob Bryan /  Mike Bryan derrotan a Benjamin Becker /  Frank Moser, 6–4, 7–6(2).